# Conception subjective de la valeur
La conception subjective de la valeur est une conception de la valeur en économie qui postule que, « pour avoir de la valeur, un objet doit être utile et rare ». Elle reconnaît également qu'un objet peut répondre aux besoins d'un individu et non d'un autre.

## Concept
Le XVIIIe siècle voit s'affronter des économistes au sujet de la nature de la valeur et des causes de la valeur. Adam Smith propose une théorie dite de la valeur-travail, c'est-à-dire que la valeur d'un bien correspond à la quantité de travail qui a été requise pour le fabriquer. Il s'agit par conséquent d'une  conception objective de la valeur, selon laquelle la valeur d'un objet peut être déterminée indépendamment des préférences des acteurs.
La conception objective de la valeur domine ainsi chez les classiques anglais à la suite de Smith. David Ricardo reprend la théorie et l'augmente. Karl Marx se fonde sur les idées des classiques pour déterminer la part de la valeur ajoutée dans la production d'un bien. Ces conceptions sont toutefois rapidement contredites par l'école marginaliste, au premier rang desquels William Jevons, qui en fait l'un des éléments constitutifs de l'école néoclassique.